# سلسلة بريغاغليا
سلسلة بريغاغليا مجموعة صغير من جبال الجرانيت في كانتون غراوبوندن.